# Globe Trade Centre
Globe Trade Centre S.A. (GTC) firma deweloperska powstała w 1994 r. Realizuje inwestycje w trzech sektorach rynku nieruchomości: budynków i parków biurowych, centrów handlowo-rozrywkowych oraz mieszkaniowym.
Według informacji własnych GTC prowadzi działalność w 6 krajach Europy Środkowo- i Południowo-Wschodniej: Polsce, na Węgrzech, w Rumunii, Serbii, Chorwacji i Bułgarii.
Według informacji własnych firma wybudowała nieruchomości komercyjne o łącznej powierzchni ok. 930 000 m² netto oraz mieszkaniowe o łącznej powierzchni 276 000 m². Na początku 2013 roku, Spółka była właścicielem ukończonych obiektów komercyjnych o łącznej powierzchni ok. 647 000 m² netto, z czego udział Spółki wynosiły 564 000 m². Łączne aktywa Grupy wynoszą ponad 2,2 mld euro.
Akcje GTC są notowane na GPW w Warszawie i na Giełdzie Papierów Wartościowych w Johannesburgu (inward listing).

## Wybrane projekty w Polsce
Stan na styczeń 2013:
Inwestycje biurowe
- Platinium Business Park I-V (Warszawa)
- Okęcie Business Park I-III (Warszawa)
- Centrum Biurowe GTC (Kraków)
- Centrum Biurowe Kazimierz (Kraków)
- University Business Park (Łódź)
- Centrum Biurowe Francuska (Katowice)
- Globis Wrocław
- Globis Poznań
- Mokotów Business Park (Warszawa, sprzedany)
- Topaz (Warszawa, sprzedany)
- Nefryt (Warszawa, sprzedany)

Inwestycje handlowe
- Galeria Mokotów w Warszawie (sprzedana)
- Galeria Kazimierz w Krakowie (sprzedana)
- Galeria Jurajska w Częstochowie
- Galeria Północna w Warszawie[3]

Inwestycje mieszkaniowe
- Osiedle Konstancja I-V w Konstancinie-Jeziornie k. Warszawy

## Projekty w innych krajach
Stan na styczeń 2013:
Inwestycje biurowe
- City Gate (Bukareszt)
- GTC House (Belgrad)
- GTC Square (Belgrad)
- Avenue 19 (Belgrad)
- Center Point (Budapeszt)
- GTC Metro (Budapeszt)
- Spiral (Budapeszt)
- Lighthouse (Praga, sprzedany)
- America House (Bukareszt, sprzedany)

Inwestycje handlowe
- Avenue Mall (Zagrzeb)
- Galleria Stara Zagora (Bułgaria)
- Galleria Burgas (Bułgaria)
- Galerie Harfa (Praga)
- Galleria Buzau (Rumunia)
- Galleria Piatra Neamt (Rumunia)
- Galleria Arad (Rumunia)
- Galleria Suceava (Rumunia)

Inwestycje mieszkaniowe
- Rose Garden (Bukareszt)
- Felicity I-II (Bukareszt)
- Vinohradis (Bratysława)
- Sasad Resort (Budapeszt)
- Park Apartments (Belgrad)